# Området med frihet, säkerhet och rättvisa
Området med frihet, säkerhet och rättvisa är ett av Europeiska unionens befogenhetsområden, som rör rättsliga och inrikes frågor. Det innefattar Schengensamarbetet, den gemensamma asylpolitiken och den gemensamma invandringspolitiken samt civilrättsligt samarbete, straffrättsligt samarbete och polissamarbete. Unionen har delad befogenhet att lagstifta på området.
Det europeiska samarbetet kring rättsliga och inrikes frågor inleddes i mitten av 1970-talet, men blev formellt en del av unionen först genom fördraget om Europeiska unionen, som trädde i kraft den 1 november 1993. Rättsliga och inrikes frågor utgjorde då den mellanstatliga tredje pelaren av Europeiska unionens tre pelare. Genom Amsterdamfördraget överfördes de delar som rörde gränskontroller, asyl- och invandringspolitik samt civilrättsligt samarbete till den överstatliga första pelaren, Europeiska gemenskaperna, medan polissamarbete och straffrättsligt samarbete förblev inom den mellanstatliga tredje pelaren. Genom Lissabonfördraget integrerades även det polisiära och straffrättsligt samarbetet i unionens överstatliga struktur, och alla delar av den ursprungliga tredje pelaren återförenades under benämningen ”området med frihet, säkerhet och rättvisa”.
Danmark och Irland står helt eller delvis utanför området med frihet, säkerhet och rättvisa på grund av särskilda undantagsklausuler, medan övriga medlemsstater deltar fullt ut.

## Historia

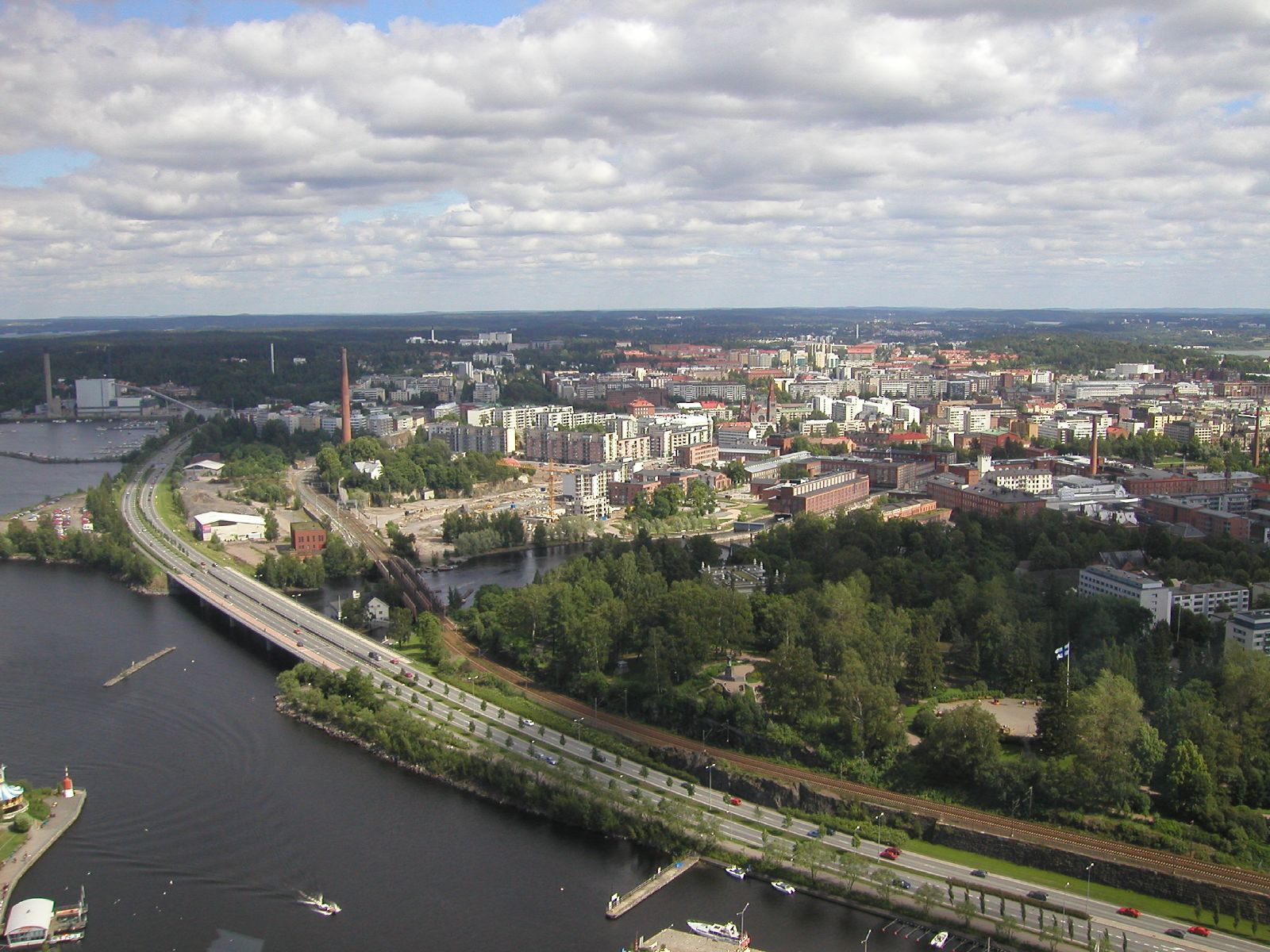
I Tammerfors i Finland antogs Tammerforsprogrammet 1999.

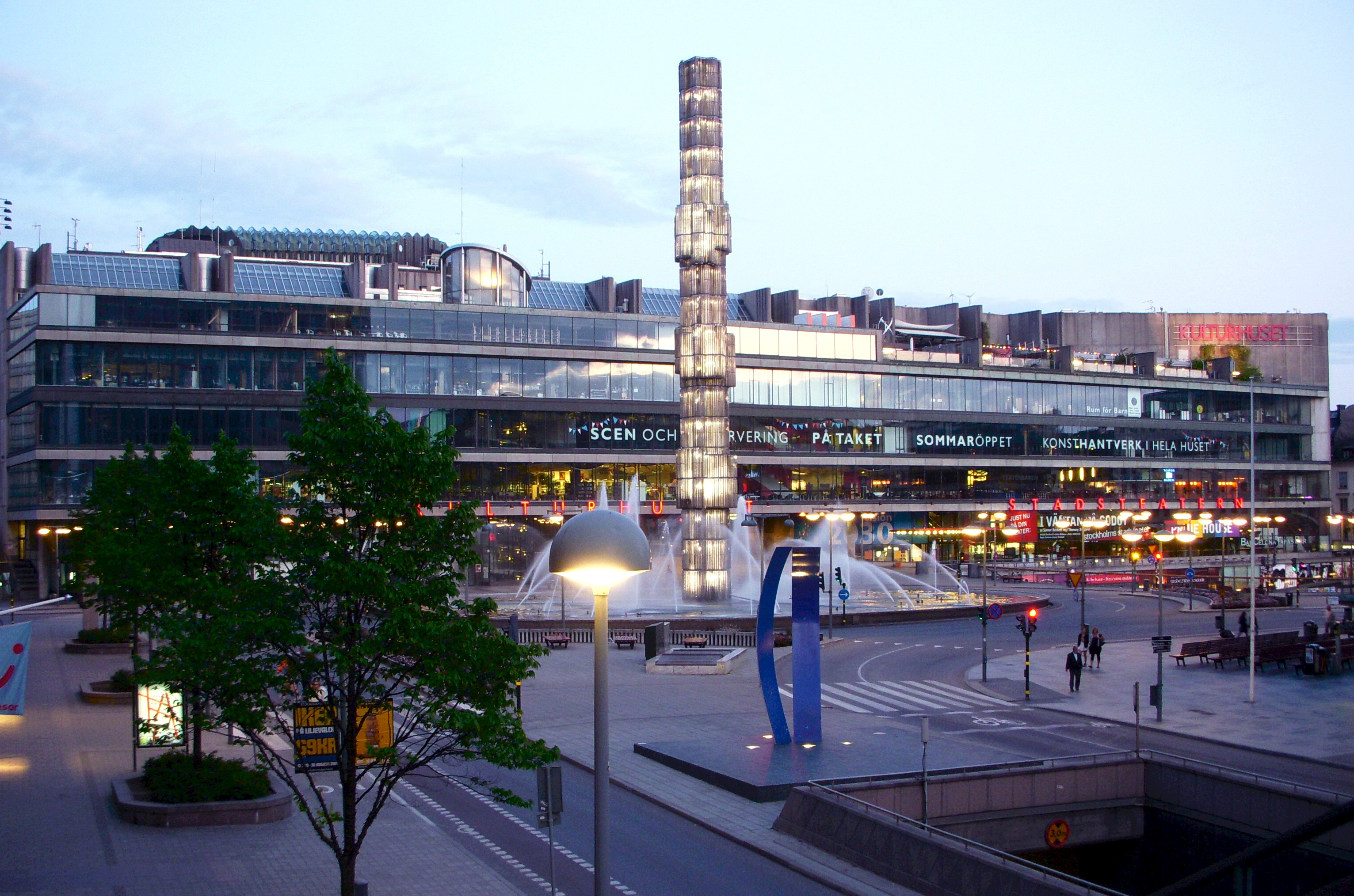
Stockholmsprogrammet antogs 2009 i Stockholm, Sverige.

Det första steget i säkerhets- och rättssamarbetet togs under 1975 när TREVI bildades. TREVI var en grupp bestående av medlemsstaternas justitie- och inrikesministrar. Det första riktiga samarbetet var undertecknandet av Schengenkonventionen 1990 som innebar öppnadet av EU:s inre gränser. Parallellt inleddes ett polisiärt samarbete genom Dublinkonventionen.
Samarbete kring inrikesfrågor, såsom immigration och polissamarbete, introducerades formellt genom fördraget om Europeiska unionen, som etablerade rättsliga och inrikes frågor (RIF) som en av Europeiska unionens tre pelare. RIF var ett mellanstatligt samarbete, vilket innebar att beslut togs genom konsensus. Trots detta bildades Europol 1995 och samma år antogs dataskyddsdirektivet. 1997 antog EU en handlingsplan mot organiserad brottslighet och upprättade Europeiska unionens byrå för grundläggande rättigheter (FRA).
Idén om ett område med frihet, säkerhet och rättvisa infogades för första gången i EU:s fördrag genom Amsterdamfördraget. I oktober 1999 antogs i Tammerfors i Finland det första programmet på området, det så kallade Tammerforsprogrammet. 2004 ersattes detta program av Haagprogrammet. Amsterdamfördraget överförde också asyl- och invandringsfrågr samt civilrättsligt samarbete till den överstatliga första pelaren. Det kvarstående av RIF bytte samtidigt namn till polisiärt och straffrättsligt samarbete. 1999 etablerades också Europeiska byrån för bedrägeribekämpning (OLAF) och året därpå Europeiska polisakademin (Cepol), numera Europeiska unionens byrå för utbildning av tjänstemän inom brottsbekämpning. Genom Nicefördraget var även bildandet av Eurojust utstakat.
2009 avskaffade Lissabonfördraget hela pelarstrukturen, och det polisiära och straffrättsliga samarbetet slogs samman med Europeiska gemenskapen till att bli en enda juridisk person, Europeiska unionen. Samtidigt återförenades asyl- och invandringspolitiken med det polisiära och straffrättsliga samarbetet genom området med frihet, säkerhet och rättvisa. Detta innebar konkret att Europaparlamentet och Europeiska unionens domstol fick inflytande över samtliga av dessa frågor, medan Europeiska unionens råd övergick från konsensus till majoritetsomrösning. Samtidigt erhöll Europeiska unionens stadga om de grundläggande rättigheterna samma status som grundfördragen och Europol införlivades inom unionens ramar. Samtidigt som Lissabonfördraget trädde i kraft, antog Europeiska rådet Stockholmsprogrammet som ersatte Haagprogrammet.

## Befogenheter
Området med frihet, säkerhet och rättvisa inkluderar bland annat unionsmedborgarskapet, bekämpning av diskriminering, bekämpning av organiserad brottslighet, terrorism och människohandel, civilrättsligt, straffrättsligt och polisiärt samarbete samt asyl- och invandringspolitik. Dessutom omfattas den fria rörligheten för personer i form av Schengensamarbetet i området.
Inom befogenhetsområdet har unionen delad befogenhet, vilket innebär att både unionen och medlemsstaterna har möjlighet att lagstifta. Medlemsstaterna får dock inte lagstifta om unionen redan har antagit lagstiftning inom området.
Europeiska rådet, som består av medlemsstaternas stats- och regeringschefer, har till uppgift att fastställa strategiska riktlinjer för lagstiftningsprogrammet på området med frihet, säkerhet och rättvisa. Tidigare program som antagits är Tammerforsprogrammet (1999–2004), Haagprogrammet (2004–2009) och Stockholmsprogrammet (2009–2014). Sedan Stockholmsprogrammet har strategiska riktlinjer fastställts 2014, och 2024.

## Underområden

### Asyl- och invandringspolitik

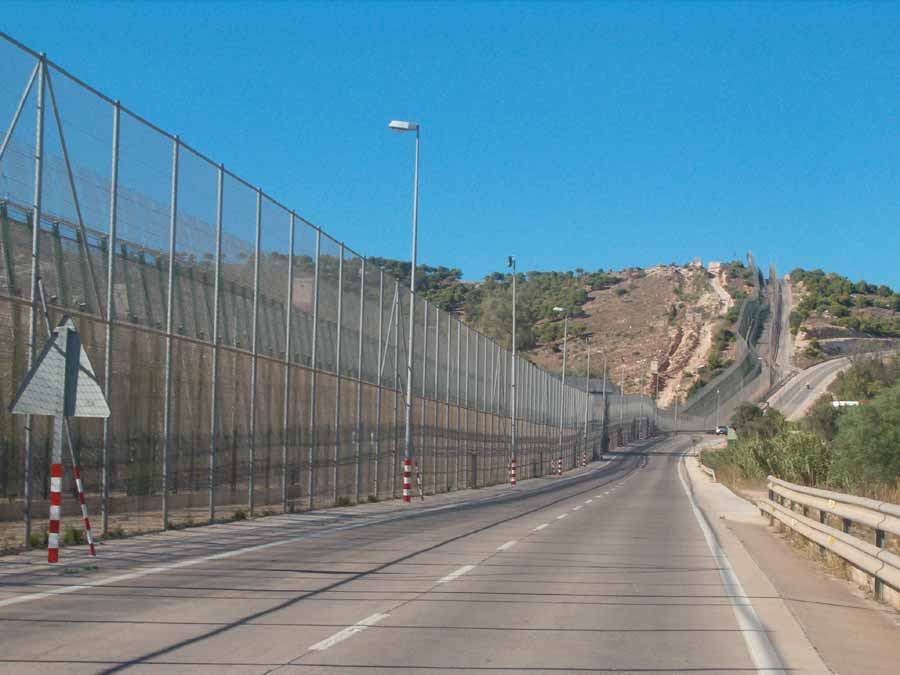
Gränsstängslen i Melilla, med syfte att förhindra illegal invandring.

EU:s asylpolitik rör endast de som är flyktingar enligt Genèvekonventionen eller alternativt skyddsbehövande enligt skyddsgrundsdirektivet. Regler om till exempel humanitärt skydd skiljer sig mellan medlemsstaterna. Skyddsgrundsdirektivet innehåller bestämmelser om miniminivåerna för de rättigheter som flyktingar eller skyddsbehövande har i unionen. I asylprocedurdirektivet fastställs gemensamma förfaranden för hur asylprocessen ska gå till, medan massflyktsdirektivet fastställer särskilda regler som gäller då en stor grupp människor flyr från ett land eller en region utanför EU. I Dublinförordningen föreskrivs vilken medlemsstat som ska behandla en asylansökan, och genom Eurodacförordningen inrättades en databas över asylsökandes fingeravtryck för att underlätta tillämpningen av Dublinförordningen. Unionen har inrättat ett gemensamt stödkontor för asylfrågor, som påbörjade sin verksamhet i juni 2011 med kontor i Malta.
Inom invandringspolitiken finns gemensamma regler som rör uppehållstillstånd, familjeåterförening, arbetskraftsinvandring och olaglig invandring.

### Civilrättsligt samarbete

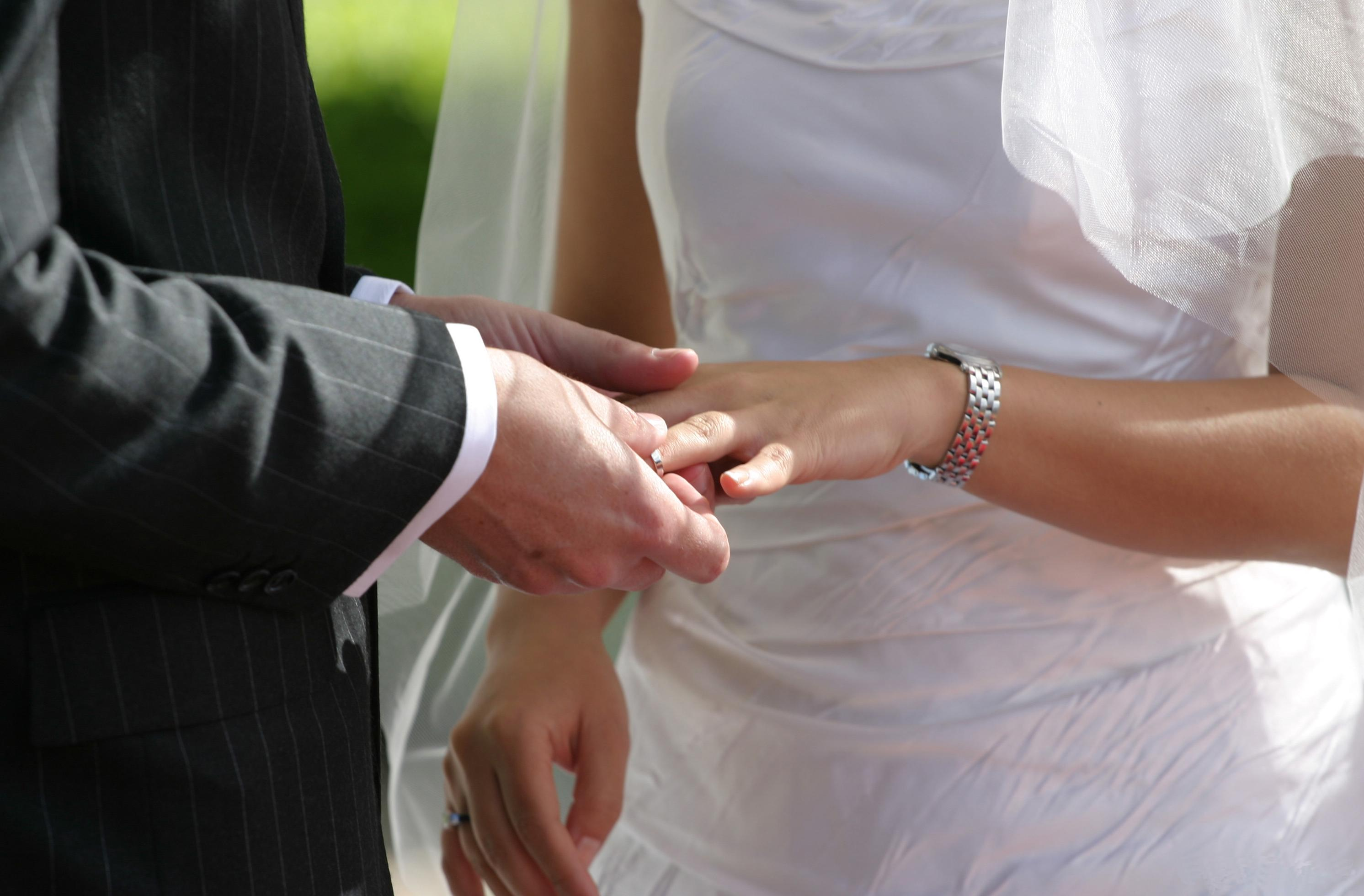
Fjorton medlemsstater ingick ett fördjupat samarbete om skilsmässa.

Som en följd av den fria rörligheten inom unionen har det civilrättsliga samarbetet stärkts för att klara av gränsöverskridande civilrättsliga tvister. Samarbetet innefattar bland annat regler för att avgöra vilken domstol som är behörig att behandla ett visst ärende, regler för ömsesidigt erkännande och verkställighet av domar och beslut samt miniminormer för rättshjälp i mål som rör civilrätt.
I allmänhet är det i det land där den part mot vilken kravet riktas som målet ska prövas. Det finns dock undantag från denna princip, till exempel vid avtalsbrott, skadestånd och försäkringstvister. I ett avtal kan EU:s generella bestämmelser med några få undantag avtalas bort genom att det i avtalet föreskrivs vad som ska gälla. Samarbetet omfattar även bestämmelser om hur till exempel gränsöverskridande skilsmässor ska hanteras.
Europeiska unionens råd beviljade dessutom den 12 juli 2010 fjorton medlemsstater att ingå ett fördjupat samarbete kring skilsmässor.

### Straffrättsligt samarbete

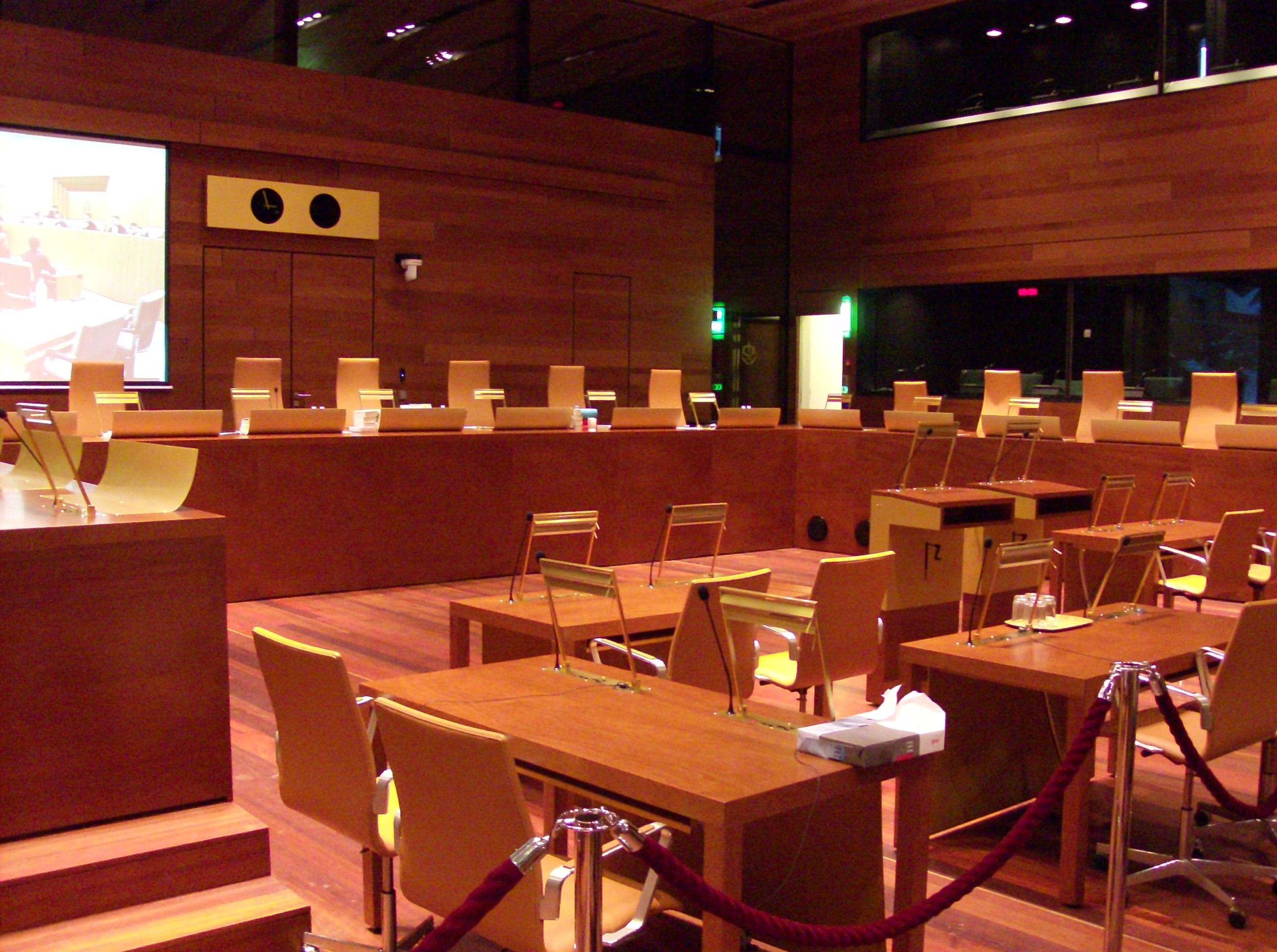
EU:s medlemsstater erkänner varandras rättsliga avgöranden.

Inom det straffrättsliga samarbetet kan EU besluta om minimiregler som rör till exempel brottsoffers rättigheter, ömsesidig tillåtlighet av bevis mellan medlemsstaterna och rättigheter för personer vid straffrättsliga förfaranden. Samarbetets kärna utgörs dock av att medlemsstaterna erkänner varandras domar och rättsliga avgöranden. Syftet är att alla domar och rättsliga avgöranden ska erkännas i hela unionen.
I det straffrättsliga samarbetet ingår även utarbetandet av en europeisk arresteringsorder. Syftet med arresteringsordern var att effektivisera utlämningen av misstänkta personer mellan unionens medlemsstater. Om en medlemsstat begär en misstänkt person utlämnad från en annan medlemsstat, måste den andra medlemsstaten inom en fastställd period utlämna den misstänkte utom i ett par undantagsfall.
Eurojust bistår medlemsstaterna i gränsöverskridande utredningar, men saknar egna rättsliga befogenheter. Rådet har dock möjlighet att med enhällighet och med Europaparlamentets godkännande ersätta Eurojust med en europeisk åklagarmyndighet, med rättsliga befogenheter.
Det straffrättsliga samarbetet innefattar även minimiregler om fastställande av brottsrekvisit och påföljder inom områden med särskilt allvarlig brottslighet med ett gränsöverskridande inslag. Detta innefattar terrorism, människohandel och sexuellt utnyttjande av kvinnor och barn, olaglig narkotikahandel, olaglig handel med vapen, penningtvätt, korruption, förfalskning av betalningsmedel, it-brottslighet och organiserad brottslighet. I maj 2022 föreslog Europeiska kommissionen att även inkludera brott mot Europeiska unionens restriktiva åtgärder som ett gemensamt EU-brott, något som godkändes av Europeiska unionens råd i november 2022 och följdes av ett förslag till direktiv från kommissionen.
Sedan maj 2023 finns det även en samarbetsplattform till stöd för gemensamma utredningsgrupper mellan medlemsstaterna.

### Polissamarbete

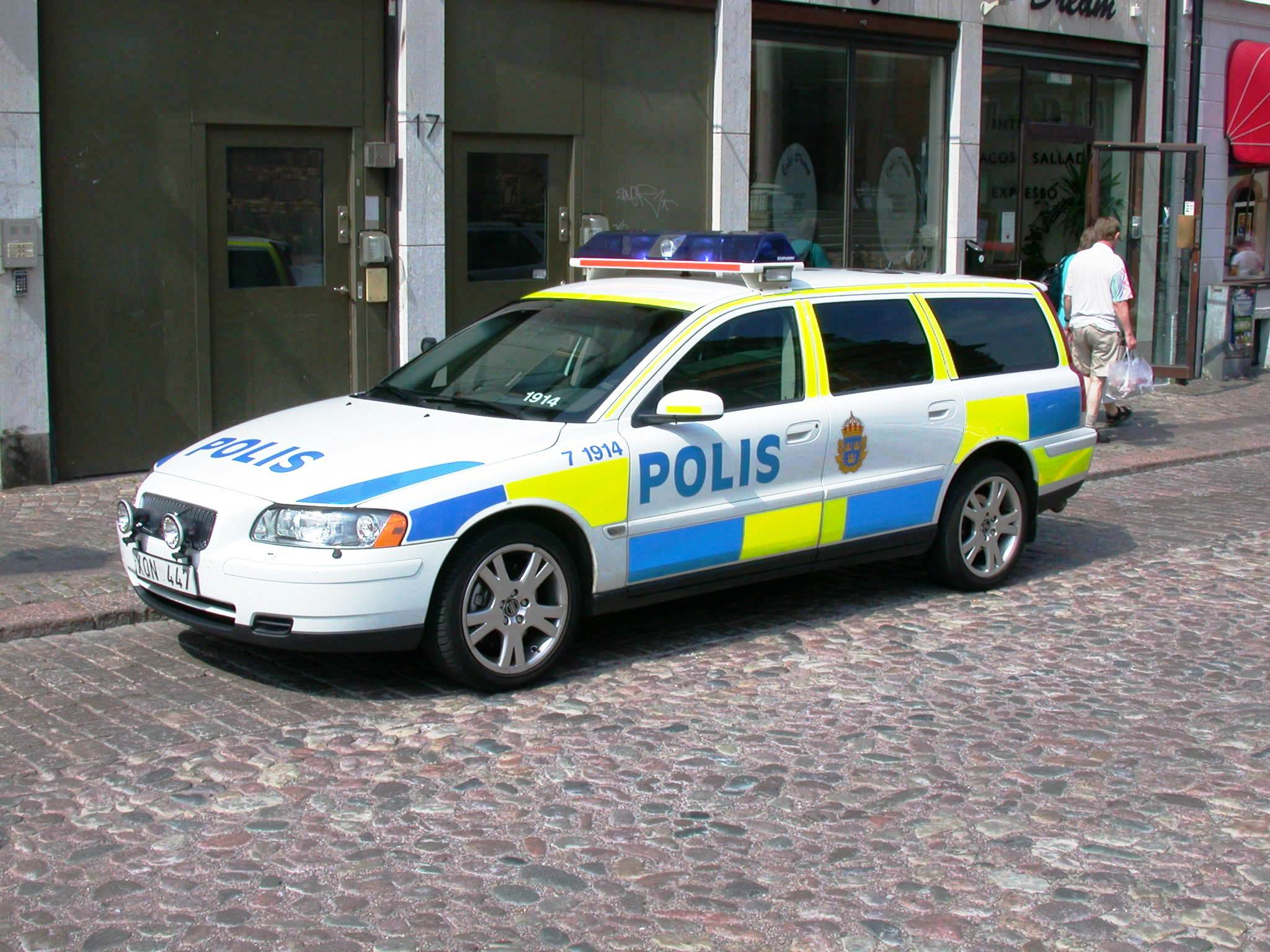
Polismyndigheterna samarbetar mot organiserad brottslighet.

EU:s polisiära samarbete omfattar främst insamling, lagring och utbyte av information mellan medlemsstaterna, stöd till utbildning av personal samt en gemensam utredningsteknik när allvarliga former av organiserad brottslighet upptäcks.
Europol spelar en central roll i unionens polisiära samarbete. Byråns uppgift är att koordinera medlemsstaternas bekämpning av gränsöverskridande brottslighet, däribland narkotikahandel, människohandel, terrorism, korruption, penningtvätt och vapenhandel. Europol har dock inga egna operativa befogenheter, vilket betyder att byrån inte har rätt att anhålla eller förhöra enskilda personer eller spana på misstänkta brottslingar. Ett visst polisiärt samarbete ryms inom ramen för Schengenregelverket, med syfte att förhindra brottslingar från att åtnjuta den fria rörlighet som gäller mellan medlemsstaterna.
Ett särskilt direktiv reglerar utbytet av information mellan medlemsstaternas brottsbekämpande myndigheter.

### Schengensamarbetet
Schengensamarbetet var från början inte en del av EU, utan utarbetades utanför unionens ramar. Genom Amsterdamfördraget införlivades samarbetet inom unionens ramar, och utgör sedan dess en integrerad del som måste antas av varje ny medlemsstat.
Samarbetets kärna utgörs av unionens passunion, som innebär att personkontrollerna mellan medlemsstaterna upphör att existera. Syftet är att unionsmedborgare ska fritt kunna resa inom unionen. Genom samarbetet inrättades också gemensamma visumregler, med ett gemensamt Schengenvisum. Därutöver inkluderar samarbetet också viss polisiär samverkan, med syfte att bekämpa gränsöverskridande brottslighet.
Även om Schengensamarbetet förbjuder permanenta och systematiska personkontroller vid gränserna, så är det ändå i flera medlemsstater obligatoriskt att inneha giltig legitimation oavsett nationalitet. Detta innebär att även unionsmedborgare i praktiken måste bära med sig pass eller nationellt identitetskort vid resa till dess medlemsstater.

## Institutioner, organ och byråer

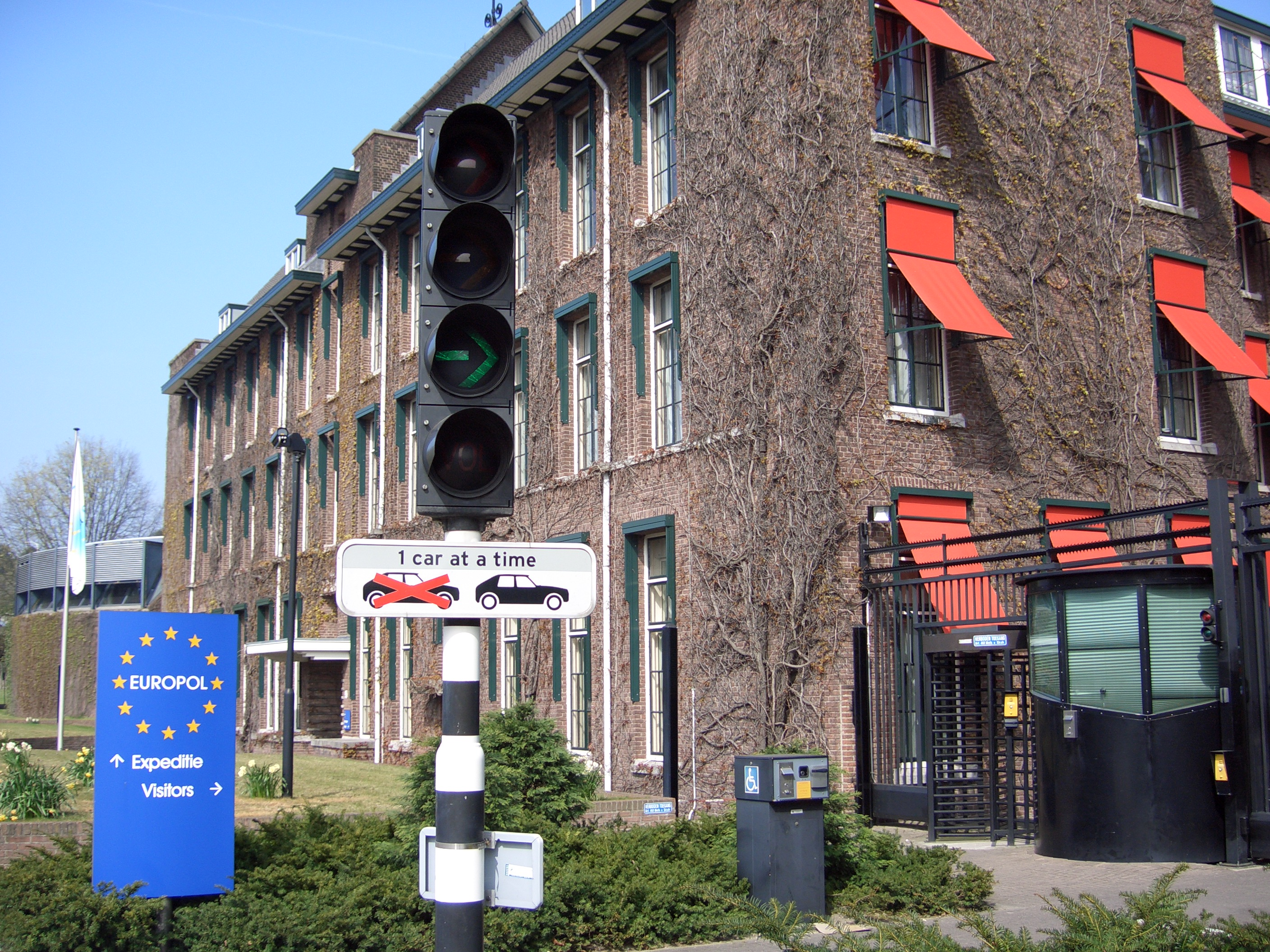
Polisbyrån Europol har sitt säte i den nederländska staden Haag.

Genom Lissabonfördraget avskaffades pelarstrukturen, och därmed infördes området med frihet, säkerhet och rättvisa i samma beslutsprocess som övriga unionens inre åtgärder. Det innebär att lagstiftning i allmänhet sker genom ordinarie lagstiftningsförfarandet, som kräver att både Europaparlamentet och Europeiska unionens råd ger sitt godkännande för att ett beslut ska antas. Normalt sett är det Europeiska kommissionen som initierar lagförslag, men i vissa fall rörande straffrättsligt och polisiärt samarbete kan även en fjärdedel av medlemsstaterna initiera ett lagförslag.
Inom området med frihet, säkerhet och rättvisa har flera byråer inrättats för att ansvara för särskilda funktioner. Dessa byråer är bland annat Europol och Eurojust, som ansvarar för polisiärt respektive straffrättsligt samarbete, samt Frontex, som ansvarar för de yttre gränserna.
Inom kommissionen delas ansvaret mellan två kommissionärer. Detta innebär att frågorna också delas mellan två olika generaldirektorat, ett som ansvarar för inrikes frågor och ett som ansvarar för rättsliga frågor.

## Territoriellt tillämpningsområde

Europeiska unionen
Kandidatländer
Sökande länder

Det territoriella tillämpningsområdet för området med frihet, säkerhet och rättvisa omfattar hela Europeiska unionen utom medlemsstaterna Danmark och Irland. Dessa båda medlemsstater står utanför samarbetet genom två olika protokoll som finns fogade till unionens grundfördrag.
Det första protokollet fastställer villkoren för Irlands undantag. Där fastställs bland annat att Irland kan välja från fall till fall om det vill tillämpa en lagstiftningsakt.
I det andra protokollet fastställs Danmarks undantag, som står helt utanför samarbetet. På grund av detta måste Danmark förhandla med unionen om ett mellanstatligt avtal varje gång landet vill delta i ett samarbete inom området frihet, säkerhet och rättvisa. Landet behandlas med andra ord juridiskt sett som om det inte vore en medlemsstat. Vid ändring av Schengenregelverket, som Danmark deltar i på mellanstatlig basis, kan landet meddela rådet att det inte vill implementera ändringarna. I så fall ska Danmark och Schengenstaterna komma överens om lämpliga åtgärder. Detta skiljer sig från övriga Schengenstater, som är förpliktade att införa ändringarna.
Därutöver finns ett tredje protokoll som fastslår att Irland inte omfattas av eller är förpliktat att omfattas av Schengenregelverket, såsom övriga unionens medlemsstater är. Protokollet är en konsekvens av att Irland ingår i en passunion med Storbritannien. Enligt bestämmelserna måste Irland ansluta sig till Schengensamarbetet om det upphör att ingå i passunionen med Storbritannien.